# Saison 1954-1955 de la LNH
Saison précédente Saison suivante
La saison 1954-1955 est la 38e saison de la Ligue nationale de hockey. Les six équipes ont joué chacune 70 matchs.

## Saison régulière
À trois jours de la fin de la saison, Maurice Richard est suspendu par le président de la ligue, Clarence Campbell, pour violence sur un joueur des Bruins de Boston puis une bagarre contre un autre (Hal Laycoe et Cliff Thompson). Il est suspendu pour la fin de la saison et les séries éliminatoires. À cet instant de la saison, les Canadiens de Montréal ont deux points d'avance sur les Red Wings de Détroit et Richard a deux points d'avance sur son coéquipier Bernard Geoffrion. Celui-ci termine la saison premier pointeur et remporte le trophée Art-Ross.
Deux jours après la suspension de Richard, les Canadiens rencontrent les Red Wings. Ces derniers prennent l'avantage dans le match et à un moment où le score est de 4 à 1, les fans des Canadiens commencent à prendre à partie le président de la ligue présent dans les tribunes et celui-ci est protégé par les forces de l'ordre. Une émeute s'ensuit et la partie ne peut se terminer en raison des troubles. Les Red Wings obtiennent la victoire sur tapis vert et terminent devant les Canadiens pour leur 7e victoire en championnat d'affilée. Cet incident, appelé « émeute Maurice Richard », est « la pire manifestation jamais vue à Montréal depuis les émeutes anticonscriptionnistes qui ont marqué la dernière guerre ».

### Classement final
Les quatre premières équipes sont qualifiées pour les séries éliminatoires.
| Clt   | Équipe                 | PJ | V  | D  | N  | BP  | BC  | Pts |
| ----- | ---------------------- | -- | -- | -- | -- | --- | --- | --- |
| +001, | Red Wings de Détroit   | 70 | 42 | 17 | 11 | 204 | 134 | 95  |
| +002, | Canadiens de Montréal  | 70 | 41 | 18 | 11 | 228 | 157 | 93  |
| +003, | Maple Leafs de Toronto | 70 | 24 | 24 | 22 | 147 | 135 | 70  |
| +004, | Bruins de Boston       | 70 | 23 | 26 | 21 | 169 | 188 | 67  |
| +005, | Rangers de New York    | 70 | 17 | 35 | 18 | 150 | 210 | 52  |
| +006, | Black Hawks de Chicago | 70 | 13 | 40 | 17 | 161 | 235 | 43  |

- Vainqueur du trophée Prince de Galles
- Qualifié pour les séries éliminatoires

### Meilleurs pointeurs
| Joueur            | Équipe   | PJ | B  | A  | Pts | Pun |
| ----------------- | -------- | -- | -- | -- | --- | --- |
| Bernard Geoffrion | Montréal | 70 | 38 | 37 | 75  | 57  |
| Maurice Richard   | Montréal | 67 | 38 | 36 | 74  | 125 |
| Jean Béliveau     | Montréal | 70 | 37 | 36 | 73  | 58  |
| Earl Reibel       | Détroit  | 70 | 25 | 41 | 66  | 15  |
| Gordie Howe       | Détroit  | 64 | 29 | 33 | 62  | 68  |

## Séries éliminatoires de la Coupe Stanley
|  | Demi-finales                   | Demi-finales               |         |   | Finale de la Coupe Stanley          | Finale de la Coupe Stanley          |
|  | Demi-finales                   | Demi-finales               |         |   | Finale de la Coupe Stanley          | Finale de la Coupe Stanley          |
|  |                                |                            |         |   |                                     |                                     |
|  | 22, 24, 26 et 29 mars 1955     | 22, 24, 26 et 29 mars 1955 |         |   | 3, 5, 7, 9, 10, 12 et 14 avril 1955 | 3, 5, 7, 9, 10, 12 et 14 avril 1955 |
|  | 22, 24, 26 et 29 mars 1955     | 22, 24, 26 et 29 mars 1955 |         |   | 3, 5, 7, 9, 10, 12 et 14 avril 1955 | 3, 5, 7, 9, 10, 12 et 14 avril 1955 |
|  | Détroit                        | 4                          |         |   | 3, 5, 7, 9, 10, 12 et 14 avril 1955 | 3, 5, 7, 9, 10, 12 et 14 avril 1955 |
|  | Détroit                        | 4                          |         |   | 3, 5, 7, 9, 10, 12 et 14 avril 1955 | 3, 5, 7, 9, 10, 12 et 14 avril 1955 |
|  | Toronto                        | 0                          |         |   | 3, 5, 7, 9, 10, 12 et 14 avril 1955 | 3, 5, 7, 9, 10, 12 et 14 avril 1955 |
|  | Toronto                        | 0                          | Détroit | 4 |                                     |                                     |
|  | 22, 24, 27, 29 et 31 mars 1955 |                            | Détroit | 4 |                                     |                                     |
|  |                                | Montréal                   | 3       |   |                                     |                                     |
|  | Montréal                       | Montréal                   | 3       | 4 |                                     |                                     |
|  | Montréal                       |                            |         | 4 |                                     |                                     |
|  | Boston                         | 1                          |         |   |                                     |                                     |
|  | Boston                         | 1                          |         |   |                                     |                                     |

Les Red Wings de Détroit l'emportent sur les Canadiens de Montréal sur le score de 4 matchs à 3.

## Honneurs remis aux joueurs et équipes

### Trophées
| Trophée              | Joueur            | Équipe                 |
| -------------------- | ----------------- | ---------------------- |
| Trophée Calder       | Ed Litzenberger   | Black Hawks de Chicago |
| Trophée Art-Ross     | Bernard Geoffrion | Canadiens de Montréal  |
| Trophée Hart         | Ted Kennedy       | Maple Leafs de Toronto |
| Trophée James-Norris | Doug Harvey       | Canadiens de Montréal  |
| Trophée Lady Byng    | Sid Smith         | Maple Leafs de Toronto |
| Trophée Vézina       | Terry Sawchuk     | Red Wings de Détroit   |

| Trophée                  | Équipe               |
| ------------------------ | -------------------- |
| Trophée Prince de Galles | Red Wings de Détroit |
| Coupe Stanley            | Red Wings de Détroit |

### Équipes d'étoiles
| Position       | Première équipe | Première équipe        | Deuxième équipe   | Deuxième équipe       |
| Position       | Joueur          | Équipe                 | Joueur            | Équipe                |
| -------------- | --------------- | ---------------------- | ----------------- | --------------------- |
| Gardien de but | Harry Lumley    | Maple Leafs de Toronto | Terry Sawchuk     | Red Wings de Détroit  |
| Défenseur      | Doug Harvey     | Canadiens de Montréal  | Fern Flaman       | Bruins de Boston      |
| Défenseur      | Red Kelly       | Red Wings de Détroit   | Bob Goldham       | Red Wings de Détroit  |
| Ailier gauche  | Sid Smith       | Maple Leafs de Toronto | Danny Lewicki     | Rangers de New York   |
| Centre         | Jean Béliveau   | Canadiens de Montréal  | Ken Mosdell       | Canadiens de Montréal |
| Ailier droit   | Maurice Richard | Canadiens de Montréal  | Bernard Geoffrion | Canadiens de Montréal |